# Endomorphisme nilpotent
Un endomorphisme nilpotent est un morphisme d'un objet mathématique sur lui-même, qui, composé par lui-même un nombre suffisant de fois, donne le morphisme nul. C’est donc (lorsque les endomorphismes de cet objet forment un anneau) un élément nilpotent de cet anneau.
En algèbre linéaire, on considère les endomorphismes (linéaires) nilpotents d’un espace vectoriel. Un exemple est donné dans l'illustration. Ils interviennent dans la réduction des endomorphismes, c’est-à-dire la représentation d'un endomorphisme quelconque sous une forme la plus simple possible. Cette réduction sert par exemple pour la résolution d'équations différentielles linéaires.
On retrouve également le concept de nilpotence dans l'étude des groupes de Lie, avec l'analyse des algèbres de Lie nilpotentes.
Les endomorphismes nilpotents d'un espace vectoriel sont l'objet principal de cet article. Lorsque de plus cet espace est de dimension finie, chacun de ses endomorphismes est représenté par une matrice (dans une base de l'espace). L'endomorphisme est alors nilpotent si et seulement s'il a une matrice nilpotente, ce qui, par le calcul, permet une approche plus concrète du concept (toutes les propriétés générales des endomorphismes nilpotents ont leur pendant dans le contexte plus particulier des matrices nilpotentes), et offre d'importantes applications pratiques.

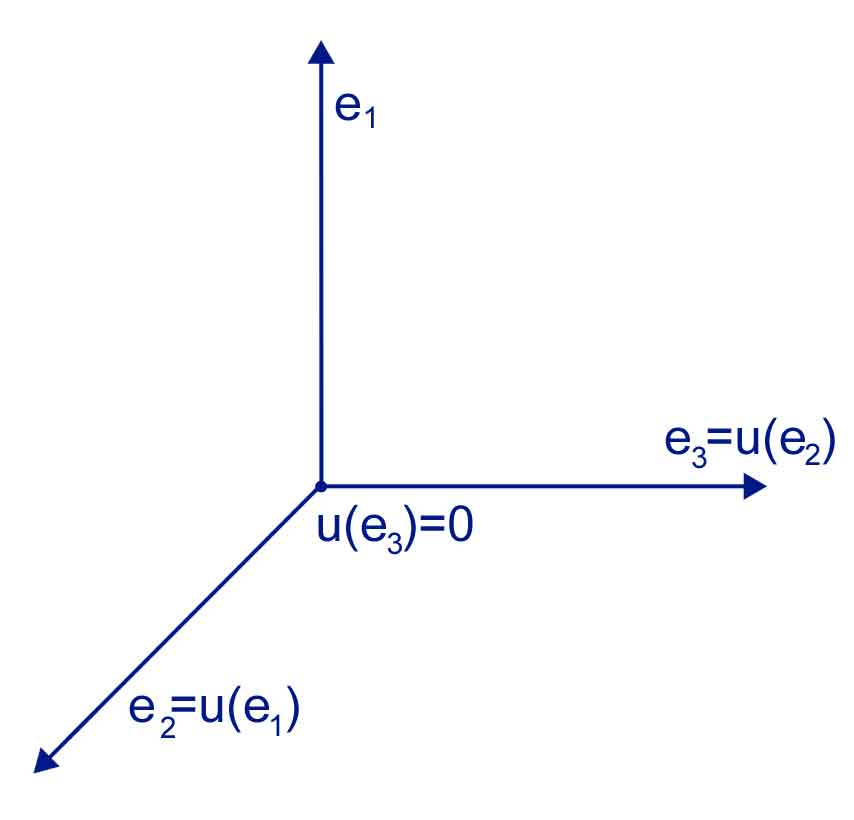
Exemple d'image d'une base par un endomorphisme nilpotent en dimension 3

## Définitions
Soit E un espace vectoriel et u un endomorphisme de E.
- L'endomorphisme u est dit nilpotent s'il existe un entier n > 0 tel que un = 0. Le plus petit entier n > 0 vérifiant cette propriété est alors appelé indice (de nilpotence) de l'endomorphisme u.
Autrement dit : u est nilpotent s'il existe un polynôme annulateur de u de la forme Xn, et dans ce cas, u possède un polynôme minimal de la forme Xp, où p est l'indice de nilpotence de u.
- Soit x un vecteur de E, on appelle indice de x (pour l'endomorphisme nilpotent u) le plus petit entier naturel n > 0 tel que un(x) = 0.
C'est donc l'entier px tel que Xpx  soit le polynôme minimal de x relatif à u.
- Un sous-espace cyclique de E (pour l'endomorphisme nilpotent u) est un sous-espace vectoriel de E engendré par une famille de la forme (x, u(x), u2(x), … ).

## Intérêt du concept
Un enjeu important en algèbre linéaire est celui de la réduction d'endomorphisme, c’est-à-dire de la décomposition de l'espace en somme directe de sous-espaces vectoriels stables par u sur lesquels l'endomorphisme u a une structure plus simple. En dimension finie, les endomorphismes nilpotents jouent un rôle important dans le cas où le corps K des scalaires est algébriquement clos (c'est-à-dire que tous les polynômes sont scindés, autrement dit s'écrivent comme produits de polynômes du premier degré). C'est par exemple le cas pour les nombres complexes. Sous cette hypothèse, la décomposition de Dunford exprime tout endomorphisme comme somme d'un diagonalisable et d'un nilpotent, qui commutent.
Si le corps K n'est pas algébriquement clos, il est toujours possible d'étendre les scalaires à sa clôture algébrique (si K est le corps des réels, cette opération s'appelle la complexification).

## Propriétés
Soit u un endomorphisme nilpotent d'un espace non nul E. Les deux remarques suivantes résultent immédiatement des définitions :
- u possède une unique valeur propre : 0 (en particulier, son noyau n'est pas réduit au vecteur nul).
- Pour tout sous-espace F de E stable par u (en particulier pour tout sous-espace cyclique), l'endomorphisme de F induit par u est, lui aussi, nilpotent.

### Nilpotence et indice
- Si x est un vecteur d'indice px, la famille (x, u(x), u2(x), … , upx–1(x)) est libre. C'est donc une base du sous-espace cyclique qu'elle engendre.
- Il existe un vecteur dont l'indice est celui de u.
- L'indice de u est inférieur ou égal à la dimension de E.

(La première propriété est une conséquence directe des définitions. La seconde est un cas particulier de l'existence d'un vecteur maximum pour tout endomorphisme possédant un polynôme minimal ; la troisième en résulte immédiatement.)

### Caractérisations en dimension finie
- Un endomorphisme d'un espace de dimension n est nilpotent si et seulement si son polynôme caractéristique est égal à Xn.
En effet, le polynôme caractéristique est unitaire, de degré n et a les mêmes facteurs premiers que le polynôme minimal.
- Sur un corps de caractéristique nulle, un endomorphisme u d'un espace de dimension n est nilpotent si et seulement si pour tout entier p compris entre 1 et n, up possède une trace nulle.
Cela résulte des identités de Newton.

### Réduction en dimension quelconque
Le théorème suivant est démontré sur Wikiversité :
Théorème — 
- E est somme directe de sous-espaces cycliques non nuls.
- À isomorphisme près, une telle décomposition est unique[réf. nécessaire] donc raffine toute décomposition de E en somme directe de sous-espaces stables non nuls.

Lorsque E est de dimension finie, cette décomposition peut aussi s'obtenir comme cas particulier de la décomposition de Frobenius, elle-même cas particulier du théorème des facteurs invariants.

## Applications

### Matrice nilpotente
Les résultats théoriques sur les endomorphismes nilpotents ont des conséquences importantes sur les matrices nilpotentes. Ces résultats, ainsi que des propriétés calculatoires comme le calcul de l'exponentielle d'une matrice nilpotente, sont traités dans l'article Matrice nilpotente. Dans le cas où le corps est algébriquement clos, les endomorphismes nilpotents interviennent naturellement dans la trigonalisation d'une matrice non diagonalisable et dans sa réduction de Jordan. De nombreux algorithmes relèvent directement de cette décomposition. Elle permet d'accélérer massivement la résolution d'un système d'équations linéaires.

### Équation différentielle linéaire
La réduction de Jordan joue un rôle particulier pour les équations différentielles linéaires. Par exemple, dans le cas où les coefficients sont constants, alors le calcul de l'exponentielle d'une matrice dans le cas général est largement plus simple dans le cas d'une représentation matricielle réduite par la méthode de Jordan.

### Groupes de Lie
Dans l'étude des groupes de Lie, on s'intéresse parfois à ce que l'on appelle groupes de Lie nilpotents. Comme pour tout groupe de Lie, leur structure est décrite par leur fibré tangent, qui est muni d'une structure d'algèbre de Lie. Les représentations de ces algèbres dans les endomorphismes s'obtiennent à partir d'endomorphismes nilpotents.

## Note
1. ↑  Ou se démontre directement, en considérant la suite des noyaux ou des images des uk, comme dans cet exercice corrigé de la leçon « Application linéaire » sur Wikiversité.